# Arie Vooren
Arie Vooren (Beverwijk, 1 de novembre de 1923 - Cuneo, 3 de juny de 1988) va ser un ciclista neerlandès professional des del 1943 al 1952. Va participar en diferents curses de sis dies.

## Palmarès

### Resultats al Tour de França
- 1947. Eliminat a la 4a etapa

### Resultats a la Volta a Espanya
- 1947. Abandona